# Jenny Astruc
Ginette Paule Eugénie Astruc, conocida como Jenny Astruc (París, 30 de diciembre de 1935), es una actriz francesa. Entre sus roles se incluye su papel en la película El fantasma de la libertad del cineasta español Luis Buñuel.

## Filmografía
- Le Couturier de ces dames (1956)
- Courte Tête (1956)
- L'Homme et l'Enfant (1956)
- Sénéchal le magnifique (1957)
- Vive les vacance (1957)
- Paris clandestin (1957)
- Douce Violence (1962)
- Les Chiens dans la nuit (1965)
- Béru et ces dames (1968)
- L'Évasion de Hassan Terro (1970)
- Hit! (1973)
- Tamaño natural (1974)
- El fantasma de la libertad (1974)
- Garçon! (1983)
- Flag (1987)